# Consueverunt Romani pontifices
A Consueverunt Romani pontifices („Úgy szokták Róma püspökei…”) kezdetű pápai bullát V. Piusz pápa adta ki 1569. szeptember 17-én a rózsafüzérről. Ez a pápai bulla hivatalosan is rögzítette a már létező hitbuzgalmi szokást, a rózsafüzérima imáját a katolikus egyházban.
A bulla szól a gyakorlat Domonkos-rendi gyökereiről és arról, hogy ifjú korában maga V. Piusz pápa is a mondott rend tagja volt:

„Szent Domonkos tehát úgy tekintett az imának, az Istenhez intézett kérésnek erre az egyszerű formájára, mint amely bárki számára hozzáférhető, mindenestül istenfélő forma, és amit rózsafüzérnek vagy a Boldogságos Szűz Mária zsoltárának nevezünk, melyben a mondott Boldogságos Szűzet köszöntjük az angyali üdvözlettel százötven alkalommal, azaz a Dávid király zsoltárainak száma szerint, és minden tizedik köszöntés után elmondjuk az Úr imáját. Ezen imák közé  iktatunk bizonyos meditációkat, elmélkedéseket, melyek a mi Urunk Jézus Krisztus egész földi életével foglalkoznak, így teljesítve ki az imának azt a formáját, amit a szent római egyház atyái dolgoztak ki.”

A bullában Piusz pápa ugyancsak megerősítette azokat az indultumokat és búcsúkat, melyeket elődei engedélyeztek azok számára, akik a rózsafüzért imádkozzák.
Ez az 1569-es pápai dokumentum nem tévesztendő össze II. János Pál pápa azonos kezdetű, 1998-as és 2000-es keltezésű apostoli leveleivel, melyek a római Szent Zsófia templom, illetve a bártfai Szent Egyed-templom basilica minor rangjára emelésével foglalkoznak.

## Külső hivatkozások
- A bulla szövege angol fordításban a Papalencyclicals.net oldalon (angolul)